# Conjunt carrer Malvehy, 15-19 (Santa Coloma de Cervelló)
El Conjunt del carrer Malvehy, 15-19 és una obra del municipi de Santa Coloma de Cervelló (Baix Llobregat) inclosa en l'Inventari del Patrimoni Arquitectònic de Catalunya.

## Descripció
Es tracta d'uns habitatges de dos pisos, d'estructura idèntica als del conjunt veí però amb una estètica diferenciada. Construïts amb maó arrebossat en la seva totalitat, sense cap espai ni sanefa per al maó vist ni la pedra, les obertures estan remarcades per una senzilla franja d'estuc sense cap ornament, igual que la separa un habitatge de l'altre i cadascun dels dos pisos i les golfes. La part ornamental ve donada pels elements historicistes, els balcons i embigat de fusta, que remarca el ràfec ample, sota una teulada de teula amb vessant a la façana. Cal destacar la sèrie d'obertures estretes i rectangulars que s'obren a les golfes com una versió simplificada de les fileres d'arquets de les cases de pagès. Com la majoria de les cases de la Colònia Güell, disposa d'un petit espai al davant per a plantes amb una tanca baixa.

## Història
Fundada cap al 1884 per Eusebi Güell al traslladar als seus terrenys de Cans Soler de la Torre la fàbrica de teixits de cotó que tenia a Sants i que s'anomenava "El Vapor Vell". Tot allò fet perquè els treballadors gaudissin de millors condicions, més sanitàries, i per a descongestionar la ciutat.